# Histoire des Treize
Histoire des Treize est un roman d’Honoré de Balzac paru entre 1833 et 1839.
Sous ce titre, Balzac a regroupé trois courts romans :
- Ferragus, roman paru pour la première fois en 1833 dans La Revue de Paris, sous le titre Ferragus, chef des Dévorants.
- La Duchesse de Langeais, roman paru en 1833 dans L'Écho de la Jeune France, sous le titre Ne touchez pas la hache, qu’il gardera jusqu’en 1839.
- La Fille aux yeux d'or, roman paru en 1834.

Les Treize, selon la préface de Balzac, sont « treize hommes également frappés du même sentiment, tous doués d’une assez grande énergie pour être fidèles à la même pensée, assez probes pour ne point se trahir, alors même que leurs intérêts se trouvaient opposés, assez profondément politiques pour dissimuler les liens sacrés qui les unissaient, assez forts pour se mettre au-dessus de toutes les lois, assez hardis pour tout entreprendre, et assez heureux pour avoir presque toujours réussi dans leurs desseins […]. Enfin, pour que rien ne manquât à la sombre et mystérieuse poésie de cette histoire, ces treize hommes sont restés inconnus, quoique tous aient réalisé les plus bizarres idées que suggère à l’imagination la fantastique puissance attribuée aux Manfred, aux Faust, aux Melmoth ; et tous aujourd’hui sont brisés, dispersés du moins. »
Il s’agit en fait d’une société secrète qui fait basculer La Comédie humaine dans un univers fantastique, le fameux « fantastique social » tel que le définit Charles Nodier, un genre dans lequel Eugène Sue excellera avec Les Mystères de Paris.
La société secrète est au cœur du rêve de nombreux écrivains du XIXe siècle. Balzac lui-même, féru de sciences occultes, tenta de fonder une franc-maçonnerie littéraire, avec l’idée d’un pouvoir sans limite. Son association portait le nom de Cheval Rouge, parce qu’il concevait l’ensemble de ses membres comme une écurie de fougueux talents qui finiraient par obtenir les postes clefs du monde littéraire, théâtral et journalistique. Léon Gozlan et Théophile Gautier le rejoignirent plus par amitié que par conviction. « Ce diable d’homme, disaient-ils, avait une telle puissance de vision qu’il nous décrivait à chacun, dans les plus menus détails, la vie splendide et glorieuse que l’association leur procurerait,. » Balzac n’eut pas un grand succès dans cette entreprise qui fut dissoute vers 1840.

## Au cinéma
Le film Out 1 : Noli me tangere de Jacques Rivette et Suzanne Schiffman est construit autour de l'Histoire des Treize.